# Tweelingbosrankspanner
De tweelingbosrankspanner (Horisme radicaria) is een vlinder uit de familie spanners (Geometridae). De wetenschappelijke naam is voor het eerst geldig gepubliceerd in 1855 door de La Harpe.
De soort komt voor in Europa. Bij een inventarisatie in 2013 en 2014 op de Sint-Pietersberg is de soort voor het eerst in Nederland aangetroffen.